# Schindleriidae
Schindleriidae zijn een familie van straalvinnige vissen uit de orde van Baarsachtigen (Perciformes).

## Geslacht
- Schindleria Giltay, 1934